# Nevra Serezli
Nevra Serezli (9 de agosto de 1944) es una actriz de cine, teatro, televisión y doblaje turca.

## Biografía
Serezli nació en 1944 en Ankara, Turquía. Su padre, Mehmet Abdülkadir Süreyya Şirvan, fue un hombre de negocios. Su abuelo paterno era de Shirvan (actual Azerbaiyán). Su madre, Ulya Şirvan, era de etnia circasiana. Antes de que cumpliese un año de edad, sus padres se trasladaron desde Ankara a la yali de su familia materna en Bebek, Estambul. Nevra pasó la mayor parte de su infancia en Estambul, donde asistió a la Universidad Americana para mujeres. Vivió en los barrios de Bebek, Arnavutköy, Teşvikiye y Kavacık, respectivamente. Tiene una hermana menor.
El 7 de marzo de 1968, se casó con el eminente actor y director Metin Serezli, a quien conoció en 1966 y se comprometieron en 1967. La pareja tuvo dos hijos, Murat y Selim, y dos nietos. Metin murió de cáncer de pulmón el 10 de marzo de 2013. Fue enterrado en el Cementerio Zincirlikuyu después de un funeral religioso celebrado en la Mezquita Teşvikiye.

## Carrera
Luego de su graduación del Robert College, se fue a estudiar teatro. En 1965, comenzó a trabajar como actriz profesional en el Teatro Dormen. Dos años más tarde, participó en el Teatro de Arte de Ankara. Entre 1971 y 1978, actuó en numerosas obras de teatro con Altan Erbulak y Metin Serezli. En 1984, fue registrada como actriz con el Devekuşu Kabare Tiyatrosu (Teatro Cabaret Avestruz). Actuó en el Devekuşu Kabare hasta 1989. Después de presentarse en el Teatro Dormen en 1990, se unió al montaje teatral Tiyatro İstambul. Dio clases en el Centro de Idioma y Cultura.
Mientras estudiaba en la Universidad Americana para mujeres, fue descubierta por los entrenadores de las universidades con su papel en el musical My Fair Lady. Tomó clases con Müşfik Kenter, Melih Cevdet, Haldun Taner y Haldun Dormen. A la edad de 22 años, actuó en Cengiz Han ın Bisikleti en el Teatro Dormen. Ha participado en festivales de teatro en Italia e Inglaterra.
Su primera aparición en cine fue en 1966, en la película Kara Tren y llegó a aparecer en las películas de comedia Ne Olacak Şimdi?  (1979), Zübük (1980), Kılıbık (1983), Atla Gel de Şaban (1984), Aşık Oldum (1985) y Şendul Şaban (1985).
Ella proporcionó la voz a un personaje de la película estadounidense La fuerza bruta. También ha participado en las películas Unutulmayanlar (2006) y Senin Hikâyen (2013), entre otras. En 2015, fue elegida como Peyker en la adaptación de Kocan Kadar Konuş (2015) de Şebnem Burcuoğlu.
Nevra estuvo casada con el actor Metin Serezli desde 1968 hasta su muerte en 2013. Su hijo, Murat Serezli, es también un actor en Turquía.

## Teatro
Su trabajo en teatro incluye haber participado en Çetin Ceviz (1996-1996; Tiyatro Estambul) de Pierre Barillet y Jean-Pierre Gredy y Acaba Hangisi (1988-1999; Tiyatro Estambul), Cengiz Han ın Bisikleti (Dormen Teatro) de Refik Erduran, Paramparça (Teatro Dormen) de Turgut Özakman y Deliler (1984-1989, Devekuşu Kabare Tiyatrosu), Seis Clases de Baile en Seis Semanas (Tiyatro Estambul) de Richard Alfieri, Sylvia (1999-2000; Tiyatro Estambul) de A. R. Gurney,entre otras.

## Filmografía

### Cine
| Año  | Película                     | Papel                     | Notas                  |
| ---- | ---------------------------- | ------------------------- | ---------------------- |
| 1966 | Kara Tren                    | Kibar Ana                 |                        |
| 1976 | Ah Ne Güzel Nane Şekeri      | Meloş                     | voz de Alev Sururi     |
| 1976 | Aman Karım Duymasın          | Nurten                    |                        |
| 1976 | Bülbül Ailesi                | Nevin                     |                        |
| 1976 | Saffet Beni Affet            | Fahriye Başaran           |                        |
| 1976 | Intikam Meleği: Kadın Hamlet | Teatrista                 |                        |
| 1977 | Özgürlüğün Bedeli            |                           | película de televisión |
| 1979 | Ne Olacak Şimdi?             | Özden                     |                        |
| 1979 | Şark Bülbülü                 | hermana de Fethi Bey      | voz de Ayşen Gruda     |
| 1980 | Gerzek Şaban                 | Lale                      | voz de Ülkü Özen       |
| 1980 | Renkli Dünya                 | Meral                     |                        |
| 1980 | Zübük                        | Yektane                   |                        |
| 1983 | Dönme Dolap                  | Lamia                     |                        |
| 1983 | Kılıbık                      | Mihrimah                  |                        |
| 1983 | Metros                       | Müzeyyen                  |                        |
| 1984 | Atla Gel De Şaban            | Niyazi la esposa de Zehra |                        |
| 1985 | Aşık Oldum                   | Güzin "Güziş" Bob         |                        |
| 1985 | Şendul Şaban                 | Necla                     |                        |
| 1989 | Ekran Aşıkları               |                           |                        |
| 1994 | Çılgın Sonbahar              |                           | película de televisión |
| 1994 | Şahane Züğürtler             | Tatiana                   | película de televisión |
| 2006 | Unutulmayanlar               | Leyla                     |                        |
| 2013 | Senin Hikâyen                | Meral                     |                        |
| 2015 | Kocan Kadar Konuş            | Peyker                    |                        |

### Televisión
| Año       | Película                     | Papel             | Notas    |
| --------- | ---------------------------- | ----------------- | -------- |
| 1974      | Ahududu                      |                   |          |
| 1977      | Şıpsevdi                     | Eleni             |          |
| 1987      | Kavanozdaki Adam             | Inci              |          |
| 1988      | Güler Misin Ağlar Mısın      | Nevra             |          |
| 1988      | Hisseli Harikalar Kumpanyası | Süheyla Deniz     | Musical  |
| 1988      | Önce Canán                   |                   |          |
| 1994-1996 | Sonradan Görmeler            | Şükran Partal     |          |
| 1998      | Yerim Seni                   |                   |          |
| 1999      | Kadınlar Kulübü              |                   |          |
| 2000      | Melek Karım                  | Melek             |          |
| 2001      | Vay Anam Vay                 | Kibar Ana         |          |
| 2002      | Anne Babamla Evlensene       | Leman             |          |
| 2003      | Mühürlü Güller               |                   | Invitada |
| 2003-2011 | Sihirli Annem                | Dudu              |          |
| 2007      | Sevgili Dünürüm              | Güneş             |          |
| 2009      | Altın Kızlar                 | Gönül             |          |
| 2011      | Başrolde Aşk                 | Gönül Hanım       |          |
| 2013      | Bebek Işi                    | Suzan Candan Anne |          |
| 2013      | Salih Kuşu                   | Zakkum            |          |
| 2014      | En Mitad                     | Zeynep            |          |
| 2015      | Gönül Işleri                 | Süreyya Üstün     |          |